# Michigan J. Frog

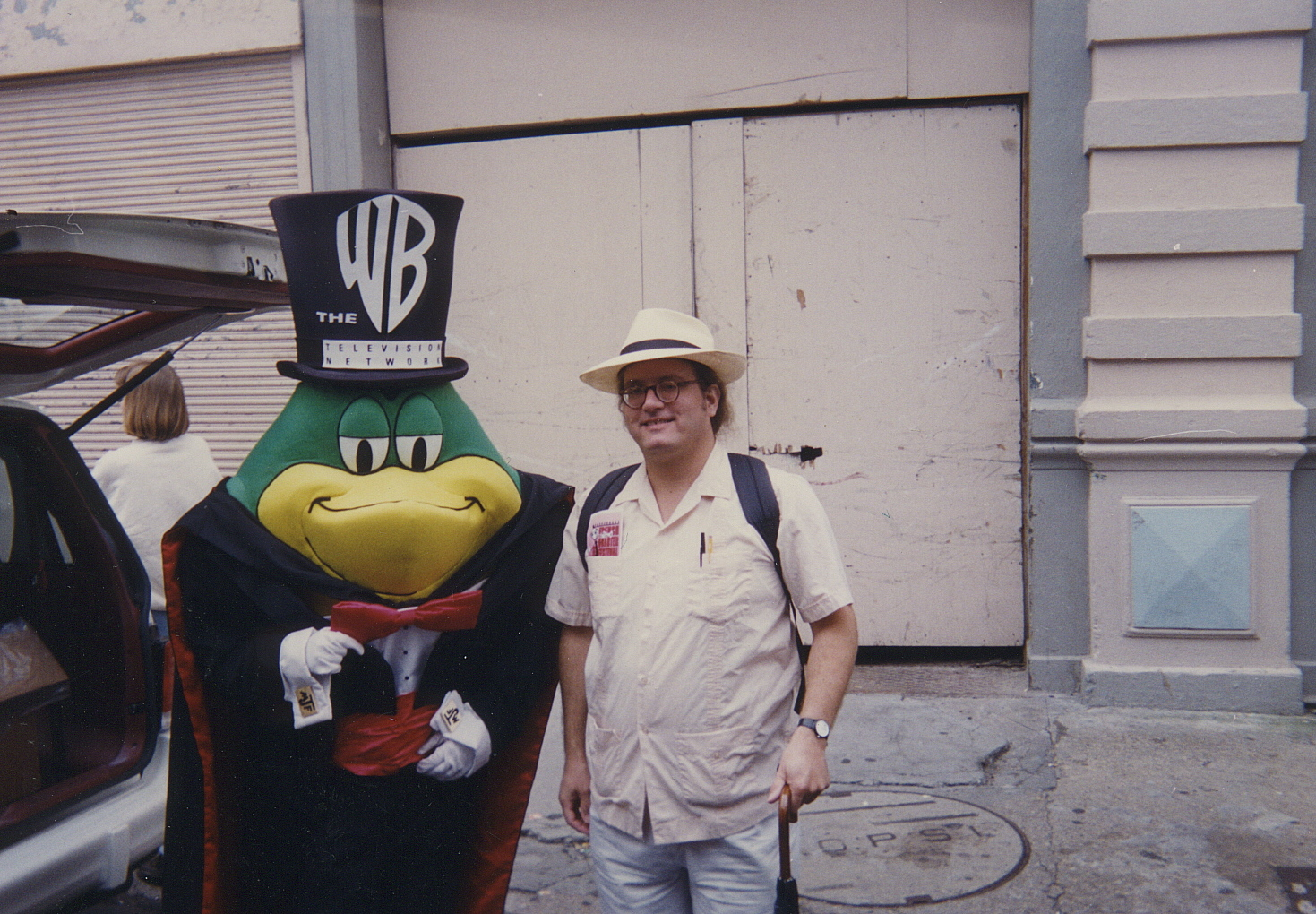
Persona disfrazada de "Michigan J. Frog", mascota de la cadena de televisión WB.

Michigan J. Frog es un personaje que protagonizó algunas caricaturas de los Looney Tunes, apareció por primera vez en One Froggy Evening de 1955. Es una rana con gran talento para el canto y el baile, Ed Sullivan influenció al personaje según dijo Chuck Jones.

## Historia
Su nombre viene de la canción "The Michigan Rag" (una canción original escrita por Jones, Maltese, y el director musical Milt Franklyn) que canta en sus caricaturas.
La gracia en sus series es que el innegable talento de Michigan es descubierto por algunos desventurados (y avariciosos) hombres quienes se imaginan haciendo una fortuna colocando este gran entretenimiento frente una audiencia. Este invierte todo su tiempo, dinero y, finalmente, su cordura en esa causa. Se percata muy tarde que la rana actuará para él y solo él; en frente de cualquier otro, Michigan es solo una rana normal y frustra los sueños de riqueza de su dueño. El hombre de la historia original, que descubrió la rana en la piedra angular de un edificio de 1892 en demolición, lanza a Michigan y la maleta en la que llegó dentro de la cápsula del tiempo del edificio Tregoweth Brown (en mención a Treg Brown), un rascacielos que pronto sería construido. En 2056, cuando una empresa de construcción (que consta de hombres en trajes espaciales) arrasa el edificio con pistolas de rayos, otra persona (muy similar a la primera, pero calvo) descubre la maleta, en cuyo interior Michigan sigue vivo, y la historia se repite.
La inicial del medio, J, fue agregada luego como una sugerencia que se le hizo a Chuck Jones durante una entrevista que le realizó Jay Cocks.

## Apariciones posteriores
A pesar de haber estado en tan solo una caricatura, Michigan se volvió una figura muy popular en el mundo. Su primera nueva aparición fue en el episodio Psychic Fun-Omenon Day de los Tiny Toons, en el segmento "Fuera de la clase" donde aparece como una rana a quien Hamton debe disecar. Para la sorpresa de Hamtom, Michigan está más que vivo, pero como en su aparición original, los profesores de Hamton no le creen cuando dice que su rana estaba cantando.
La siguiente aparición de Michigan sería en el siguiente episodio The Wide World of Elmyra donde es el antagonista durante el segmento "Tortura para una tortuga", él atormenta a Tyrone la Tortuga cuando intenta cruzar una concurrida autopista mientras trata de escapar de Elvira. Al final, la amante de los animales termina atrapando a Michigan.
También apareció en Animaniacs en el capítulo La noche de los Botones vivientes cuando Botones y Mindy están en el cementerio y se encuentran con Michigan J. Frog saliendo de un mausoleo.
En Las Aventuras de Silvestre y Piolin hace su aparición en uno de los capítulos donde es secuestrado, para pedir rescate lo obligan a cantar una carta de peticiones de los mismos secuestradores, La Abuelita y todos terminan resolviendo el caso exitosamente.
Michigan tuvo algunos cameos en ¿Quién engañó a Roger Rabbit?, Space Jam y Looney Tunes: Back in Action. Además, ha hecho frequentes cameos en el libro de cómics de los Looney Tunes, una de las más notables es la miniserie de Superman & Bugs Bunny, donde él actúa solo para Flecha Verde, quien, naturalmente, es incapaz de convencer a cualquiera que posee una rana cantante.
El personaje de la rana está programado para aparecer en El Show de los Looney Tunes en el episodio Hello My Baby, doblado por Dee Bradley Baker.
Vuelve a aparecer en la serie Wabbit  en donde manda un robot del futuro para destruir a Bugs Bunny

## The WB
En 1995, Michigan obtuvo su rol más prominente de los 90's, donde sirvió como mascota para The WB Network Television. El mismo año, estelarizó una nueva caricatura, una secuela titulada Another Froggy Evening. Aquí, Michigan es descubierto por varias personas a través de la historia, todos asemejándose al obrero que lo descubrió en su primer filme, y todos fallando al querer explotarlo por dinero. Para el final de la caricatura, la última persona en encontrarlo (un náufrago en una isla desierta) decide, en vez, comerlo; pero Michigan es ascendido a la nave espacial de Marvin el Marciano, donde él accede a cantar para Marvin (de acuerdo con Marvin, el sonido del croar de Michigan es en realidad idioma Marciano).
El 22 de julio de 2005, la "muerte" de Michigan fue anunciada por el presidente de WB Network Garth Ancier, antes de la temporada de otoño, con la escueta declaración "La rana está muerta y enterrada." El director de programación, David Janollari, anunció que se llevarían a cabo servicios fúnebres para el Sr. Rana, pero no dio detalles. Janollari declaró que "(Michigan) fue un símbolo que perpetuaba el sentir adolescente de la cadena. Esa no es la imagen que (ahora) queremos dar a nuestra audiencia". Varios obituarios humorísticos se realizaron para la mascota con detalles sobre la vida de Michigan y su muerte. Sus fechas fueron dadas desde el 31 de diciembre de 1955 hasta el 22 de julio de 2005. A pesar de esta decisión por Ancier, Michigan todavía fue incluido en algunos logos de WB y en anuncios de televisión hasta que la cadena cerró en septiembre de 2006.

## Curiosidades
- Michigan parece ser inmortal, él vivió por cien años en aquella caja en la cual ya había estado atrapado.
- La película cómica Spaceballs, muestra una escena donde el protagonista atestigua en un restaurante de ruta como desde el estómago de un cliente nace un Xenomorfo, quien de inmediato se escapa bailando y cantando The Michigan Rag.